# Valse Dimitri II
De tweede valse Dimitri (Russisch: Лжедимитрий II; Lzjedmitri II, ? - Kaloega, 21 december 1610), werkelijke naam onbekend, ook genoemd als de rebel van Toesjino, was een van de drie pretendenten die zich voordeed als Dimitri Ivanovitsj, de zoon van Ivan de Verschrikkelijke, in de hoop de Russische troon te kunnen opeisen. De echte Dimitri was onder onbekende omstandigheden overleden, mogelijk als gevolg van een aanslag in 1591. 
Deze tweede Valse Dimitri kwam ten tonele in 1609. Hij was vermoedelijk de zoon van een priester of een bekeerde Jood. Hij was voor zijn tijd hoog opgeleid. Zo sprak hij Russisch en Pools en was een expert in liturgie. Hij deed zich eerst voor als de Moskouse bojaar Nagoj, maar bekende later onder invloed van foltering dat hij de tsarevitsj Dimitri was. Hij werd op zijn woord geloofd waarna duizenden kozakken, Polen en Moskoviërs zich achter hem schaarden. Hij werd door Jerzy Mniszech, vader van Marina Mniszech (de weduwe van de eerste valse Dimitri), herenigd met Marina die hem identificeerde als haar echtgenoot. Dit leverde de valse Dimitri steun van het magnaat van het Pools-Litouwse Gemenebest op. Deze leverde hem een leger van 7500 soldaten.

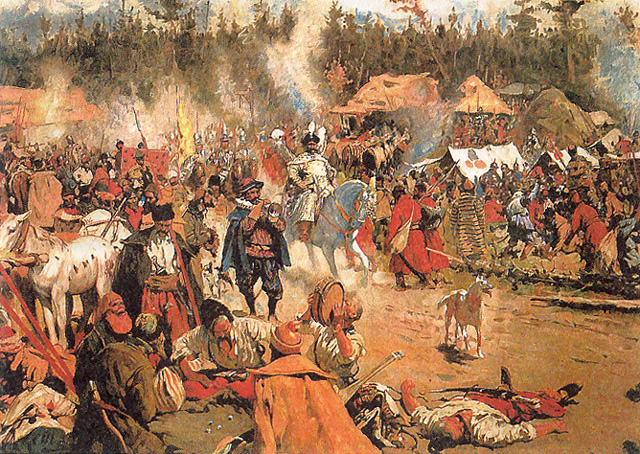
Dimitri's kamp in Toesjino.

Met behulp van dit leger veroverde de tweede valse Dimitri de steden Karatsjev en Brjansk. In 1608 trok hij met behulp van de Polen ten strijde tegen Moskou. Hij lokte ook veel lokale bewoners naar zijn kant door te beloven beslag te leggen op de landgoederen van de bojaren. Het dorp Toesjino werd door Dimitri als kamp gebruikt voor zijn aanval op Moskou en het leger van tsaar Vasili IV. Dimitri’s leger omvatte op dit punt 7000 Polen, 10.000 Kozakken en 10.000 andere soldaten waaronder leden van de mislukte Zebrzydowski-opstand. Dimitri wist dit leger uit te breiden naar 100.000 man door Filaret van Moskou te benoemen tot patriarch van Moskou. Hij won tevens het vertrouwen van de steden Jaroslavl, Kostroma, Vologda en Kasjin.
Toen tijdens het beleg van Smolensk koning Sigismund III van Polen arriveerde, keerde een groot deel van Dimitri’s Poolse soldaten zich tegen hem en sloten zich aan bij hun eigen koning. Rond dezelfde tijd arriveerde een sterk Russisch-Zweeds leger onder aanvoering van Michail Skopin-Sjoejski en Jacob De la Gardie in Toesjino, waardoor Dimitri zijn aanval op Moskou moest staken en zijn kamp moest verlaten. Vermomd als boer vluchtte hij naar Kostroma, waar Marina zich bij hem voegde. 
Dimitri ondernam later een tweede aanval op Moskou, dit keer geholpen door de Don-Kozakken. Hij wist heel Zuidoost-Rusland te veroveren, maar slaagde er wederom niet in om Moskou te veroveren. 
Dimitri werd op 11 december 1610 in halfdronken toestand gedood door een Tataar genaamd Pjotr Oeroesov.